# Ognisko Związku Podhalan w Radziechowach

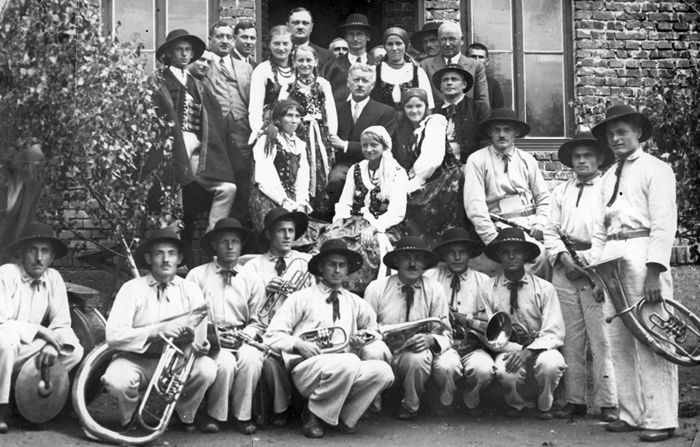
X-lecie Ogniska Związku Podhalan w Radziechowach 1936 rok

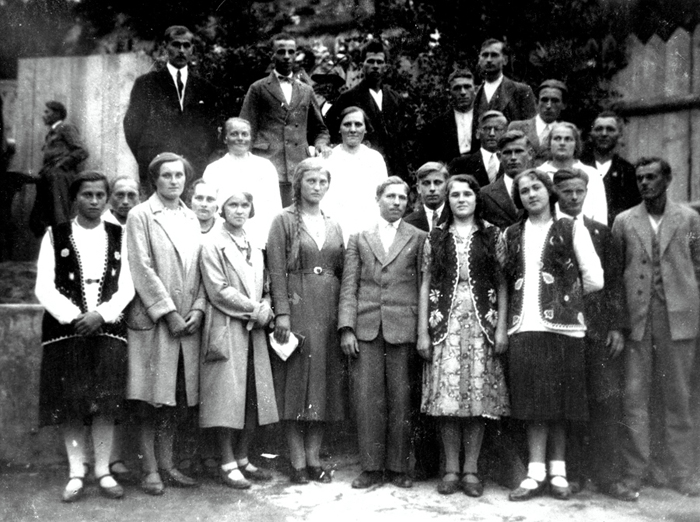
Kółko Amatorskie Ogniska Związku Podhalan w Radziechowach

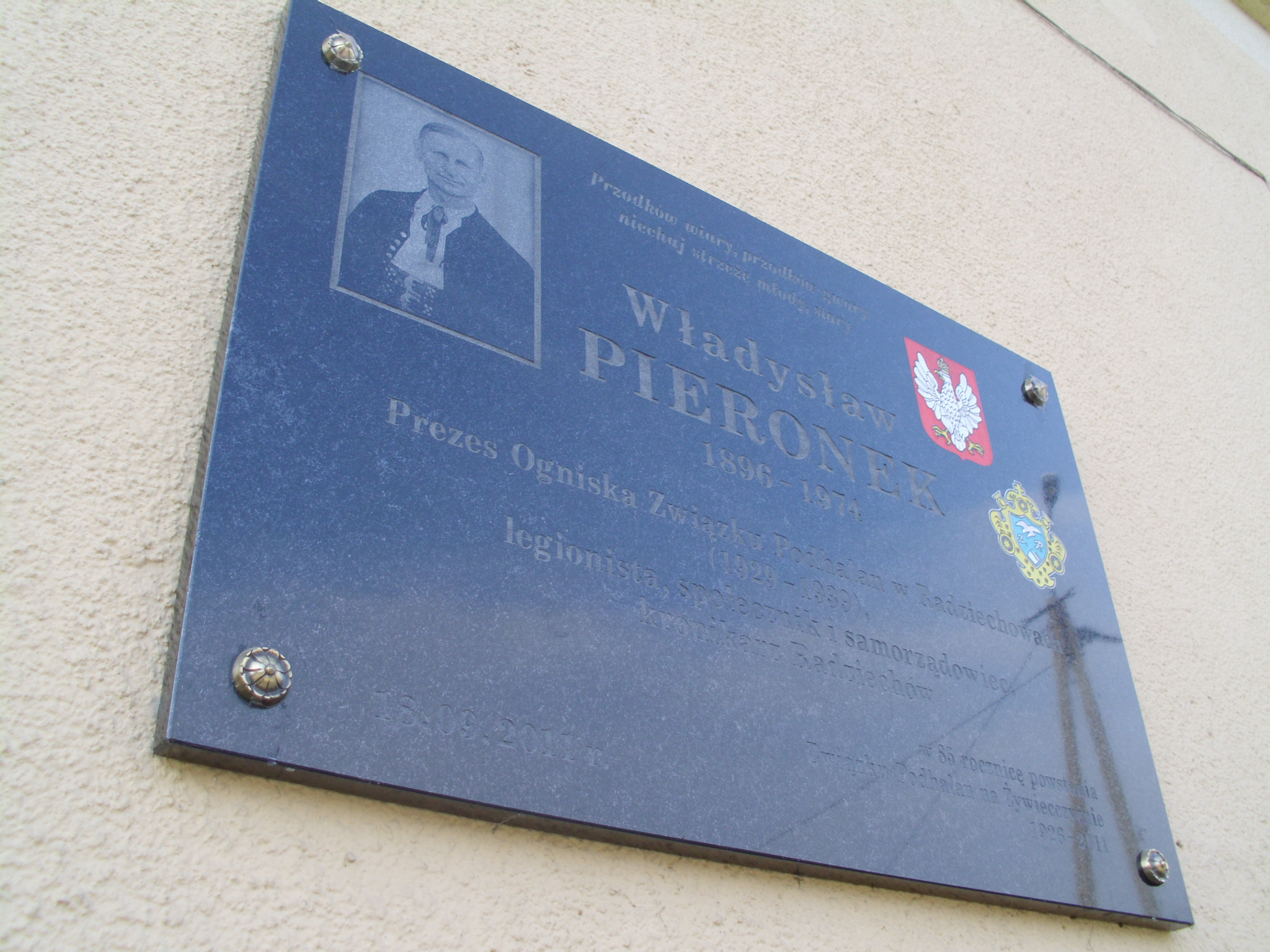
Tablica poświęcona Władysławowi Pieronkowi, prezesowi OZP w Radziechowach

Ognisko Związku Podhalan w Radziechowach (OZP) – organizacja powołana do życia 26 lipca 1926 roku, z inicjatywy pochodzącego z Radziechów Jana Tyca, referenta Głównej Dyrekcji Poczt i Telegrafów w Warszawie. Oficjalną zgodę na prowadzenie organizacji wydały władze województwa w Krakowie w dniu 22 grudnia 1928 roku. Działalność OZP była prowadzona do czasu wybuchu II wojny światowej. Głównym celem postawionym przez założycieli był gospdarczy i kulturowo - oświatowy rozwój wsi.
Organizacja współpracowała między innymi z większością lokalnych organizacji, na czele z Kółkiem Rolniczym w Radziechowach oraz z organizacjami spoza regionu np. z Ligą Popierania Turystyki lub Ogniskiem Związku Podhalan w Warszawie. Podejmowane działania z biegiem lat przybierały coraz większą skalę. W sprawozdaniu z 1932 roku OZP liczyło już 165 członków, a stworzone w ramach organizacji urlopów robotniczych kuchnie, były w stanie wydać dziennie 600 obiadów dla przyjezdnych letników. Rozwój turystyki był jednym z kluczowych aspektów funkcjonowania Ogniska Związku Podhalan w Radziechowach.
W początkowej fazie OZP ograniczało swoją działalność tylko do wsi Radziechowy, z czasem jednak przystąpiono do propagowania idei tworzenia Ognisk Związku Podhalan na całej Żywiecczyźnie. Szybko powstały Ogniska Związku Podhalan w Milówce, Rajczy, Kamesznicy, Szarem, Ujsołach, Ciścu, Żabnicy, Jeleśni i Twardorzeczce. W dniu 6 grudnia 1936 roku powołano Zarząd Powiatowy Ognisk Podhalańskich w Żywiecczyźnie, na którego czele stanął Władysław Pieronek, dotychczasowy prezes OZP w Radziechowach. Powstałe ogniska oraz ich zarząd podlegały Związkowi Podhalan w Nowym Targu.

## Struktura organizacji
W strukturze OZP wyróżnić można zarząd oraz pięć następujących sekcji:
- Chór
- Orkiestra
- Koło Amatorskie (grupa teatralna)
- Przysposobienie rolnicze
- Sekcja letniskowo-turystyczna

Prezesi Ogniska Związku Podhalan w Radziechowach
- Pieronek Michał (26.7.1926 – 14.8.1928)
- Ks. Kan. Bienias Józef (14.8.1928 – 2.11.1929)
- Pieronek Władysław (2.11.1929 – 3. 9.1939)

Zastępcy
- Czech Jan (15.8.1928 – 26.3.1939)
- Sapeta Karol (26.3.1939 – 3. 9.1939)

Sekretarze
- Pieronek Władysław (26.7.1926 – 3.11.1929)
- Temel Karol (3.11.1929 – 7. 8.1930)
- Szebesberger Piotr (7.  8.1930 – 4. 9.1932)
- Pieronek Jan (4. 9. 1932 – 24.1.1933)
- Kwaśniewska Waleria (24.1.1933 – 5.11.1933)
- Michalski Józef (5.11.1933 – 13.10.1935)
- Pieronek Jan (13.10.1935 – 11.7.1937)
- Galica Józef (11.7.1937 – 3. 9.1939)

## Najważniejsze inicjatywy
Większość podejmowanych działań można zakwalifikować do kilku grup: działania związane z kulturą, rolnictwem, turystyką, pomocą społeczną. Spośród najważniejszych inicjatyw wyróżnić można:
- Budowa Pomnika Poległych w Wojnie Światowej 1914-1920
- Utworzenie i uposażenie biblioteki w Radziechowach
- Gromadzenie starych pieśni, strojów regionalnych oraz kultywowanie lokalnych zwyczajów
- Organizacja imprez kulturalnych takich jak "Gazdowskie Podgardle", "Święto Gór", dożynki oraz wystawianie sztuk teatralnych
- Otwarcie kina "Góral" w Radziechowach
- Prowadzenie kursów kroju, haftów i kursów trykotarskich
- Prowadzenie kursów nawożenia, opryskiwania drzew i pszczelarstwa
- Otwarcie suszarni owoców w Kamesznicy i Radziechowach
- Budowa basenu kąpielowego w Radziechowach
- Organizacja urlopów dla robotników z dużych miast
- Utworzenie Kasy Bezprocentowego Kredytu dla Rolników Ziemi Krakowskiej i Podhalańskiej – Oddział w Żywcu
- Powołanie Komitetu Pomocy Powodzianom

Ognisko Związku Podhalan w Radziechowach łączyło lokalną tradycję z wiedzą płynącą z większych ośrodków i zewnętrznych organizacji. Poszukiwano alternatywnych, pozarolniczych źródeł utrzymania dla mieszkańców, efektem tego był rozwój dzisiaj tzw. agroturystyki oraz prowadzenie kursów, które w przyszłości mogły być podstawą dodatkowego zarobkowania.